# Каза ди Лорето I (Рим)
Каза ди Лорето I је насеље у Италији у округу Рим, региону Лацио.
Према процени из 2011. у насељу је живело 13 становника. Насеље се налази на надморској висини од 130 м.